# Stazione di Ozieri-Fraigas
Stazione di Ozieri-Fraigas vasútállomás Olaszországban, Szardínia régióban, Ozieri településen.

## Vasútvonalak
Az állomást az alábbi vasútvonalak érintik:
- Cagliari–Golfo Aranci Marittima-vasútvonal

## Kapcsolódó állomások
A vasútállomáshoz az alábbi állomások vannak a legközelebb: 
- Stazione di Madonna di Castro
- Stazione di Ozieri-Chilivani